# Иуда (Ветхий Завет)

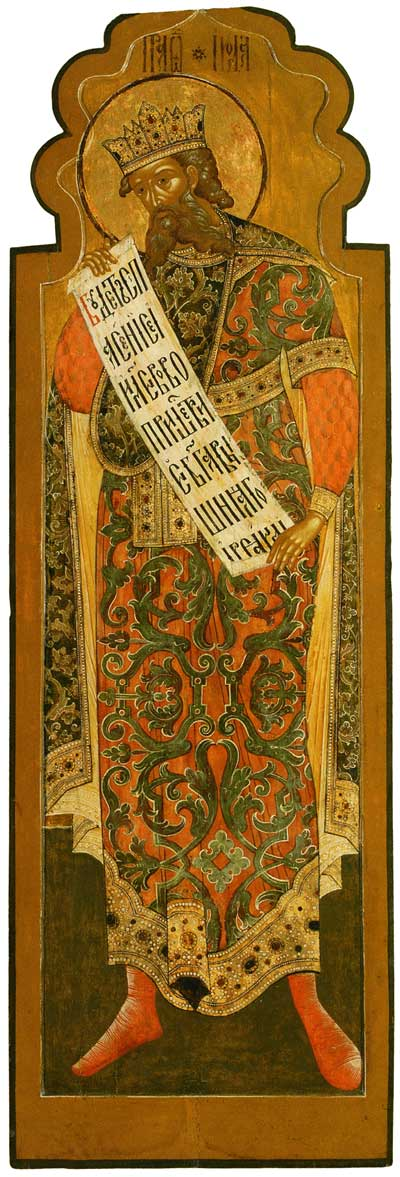
Праотец Иуда. Праотеческий чин из главного иконостаса храма Иоанна Златоуста в Коровниках в Ярославле

Иу́да (ивр. יהודה‎ иегуда́, иехуда, yəhuda, yəhûḏāh «хвала Иеговы») — четвёртый сын патриарха Иакова, от Лии; один из ветхозаветных праотцов.

## Биография
Иуда родился в Месопотамии около 2249 года до н.э.
Согласно Книге Бытия, именно Иуда предложил продать брата Иосифа, которого отец любил более всего, каравану купцов, шедшему в Египет. Остальные братья, кроме Рувима, предлагали убить Иосифа. Рувим же хотел спасти Иосифа и вернуть брата отцу. Однако братья продали Иосифа купцам (Быт. 37:18—28).
Согласно Книге Бытия, когда Иуда отошёл от своих братьев, он женился на дочери хананеянина, имя которого Шуа. В Книге Праведного упоминается её имя Алияф. От неё детьми Иуды были Ир, Онан и Шела.
В Книге Бытия особая глава посвящена описанию отношения Иуды к своей снохе Фамари. Cыновья Иуды Ир и Онан были женаты на Фамари. После их смерти, обманутая обещанием Иуды выдать её замуж за младшего сына Шелу, она решилась сойтись с самим Иудой, от которого родила двух сыновей-близнецов (Фарес и Зара), соблазнив его инкогнито как блудница (Быт. 38:11—30).
Когда начался голод по всей земле, Иуда с братьями пошли в Египет купить пищи. Их брат Иосиф начальствовал в Египте и дал им хлеба, но братья его не узнали. После того как Иуда с братьями вернулись из Египта, и они съели хлеб, Иаков сказал им, чтобы они снова пошли в Египет купить пищи. Тогда Иуда сказал отцу, что человек, начальствующий в Египте, объявил им, чтобы они не являлись к нему, если их брата Вениамина не будет с ними (Быт. 43:3). Иуда упросил отца отпустить Вениамина с ним, что он отвечает за него и если он не приведет его обратно к отцу, то останется виновным перед отцом во все дни жизни (Быт. 43:8).
После того как Иуда с братьями пришли в Египет за хлебом, Иосиф приказал положить свою серебряную чашу в мешок с хлебом Вениамина. После этого он сказал братьям, что у кого найдётся чаша, тот будет ему рабом. Чаша была найдена в мешке у Вениамина. Тогда Иуда рассказал ему историю Вениамина, что его отец умрёт, если его любимый сын Вениамин не вернётся к нему, и что он сам желает быть ему рабом вместо Вениамина. После этого Иосиф открылся своим братьям (Быт. 44:1 — 45:8).                
Перед смертью Иаков дал Иуде благословение, которое в христианстве считается пророческим указанием на пришествие Иисуса Христа (Быт. 49:8—12). В нём содержится указание на воинственный дух потомков Иуды, а также на время и продолжительность его могущества и власти: «Не отойдет скипетр от Иуды и законодатель от чресл его, доколе не приидет Примиритель, и Ему покорность народов» (Быт. 49:10).

## Роль Иуды

Иуде было суждено сыграть одну из важнейших ролей в последующей истории еврейского народа, так как он стал родоначальником знаменитого колена Иудина, из которого произошёл царь Давид, основатель царской династии. А также Иисус Христос. Из этого же колена произошел и Иосиф Обручник. Колено Иудино, во главе которого стоял Иуда, было из наиболее многочисленных и могущественных, сравнительно с прочими и получило первый удел по жребию в Земле Обетованной. На момент исхода из Египта колено Иудино насчитывало 74 600 мужчин.
По имени Иуды впоследствии было названо одно из еврейских государств — Иудейское царство. От этого же имени происходят и названия еврейского народа на иврите и других языках (иудеи), а также еврейская религия иудаизм.